# Prélude et fugue en fa dièse majeur (BWV 858)
Le Clavier bien tempéré I
Pour un article plus général, voir Le Clavier bien tempéré.
Le prélude et fugue en fa dièse majeur (BWV 858) est le treizième couple de préludes et fugues du premier livre du Clavier bien tempéré de Jean-Sébastien Bach, compilé vers 1722.
Le prélude en fa-dièse majeur est une invention à deux voix, toute en transparence et en raffinement. La fugue à trois voix, écrite très librement, est d'une remarquable séduction, notamment par un motif répétitif qui marque la mémoire de sa joie et nimbe la pièce d'une douce lumière.

## Prélude
Le prélude, noté 
, comporte 30 mesures. Difficile de trouver ailleurs cette « merveilleuse transparence », cette grâce et ce « chef-d'œuvre de raffinement », dont fait preuve Bach dans cette tonalité particulière. Guy Sacre évoquant l'« un des diptyques les plus précieux des deux livres réunis ». 
La construction du prélude, sorte d'invention à deux voix dans un mouvement de gigue, est fait de six séquences de six mesures — excepté les troisième et quatrième ramassées en deux fois trois — explorant tour à tour six tonalités, moitié en majeur, moitié en mineur. Le thème, dont l'amorce arpégée ressemble à l'invention en sol majeur, use ensuite de figures syncopées de la main droite.

## Fugue
La fugue à trois voix, notée , longue de 35 mesures est pleine de séduction. Le sujet qui explore une sixte descendante (de fa dièse à la dièse), est constitué de deux parties séparées par un silence (qui joue le rôle d'un pont), d'une thématique (a), reprise en renversement à la fin et d'une (b), développée dans la seconde partie ; ces deux motifs provenant du prélude.
La fugue est très libre, évitant l'usage du canon et des renversements. De même les entrées se font tout aussi librement, irrégulièrement. Les épisodes en invention, utilisent des motifs répétitifs (mesures 7 et suivantes) qui éclaireront même la fin de la fugue et jouant le rôle de contre-sujet. C'est ce motif enjoué qui marque la mémoire, puisqu'il devient omniprésent à soutenir les autres parties et triomphant dans la belle séquence des mesures 23–28, lorsqu'il devient chant lui-même.

Le contre-sujet (mesures 3–4 ou 5–6) est lui aussi emprunté d'éléments développés du sujet.

## Relations
Outre les affinités stylistiques, nulle difficulté pour retrouver les éléments (a) et (b) issus du prélude, pour générer le sujet.

## Genèse
Le prélude connaît un état antérieur (BWV 858a) qui ne présente que des modifications d'écriture des rythmes et plus bref de seulement deux mesures.

## Postérité
Théodore Dubois en a réalisé une version pour piano à quatre mains, publiée en 1914.